# Добрынь (Злынковский район)
Добрынь — посёлок в Злынковском районе Брянской области, в составе Щербиничского сельского поселения. 
 Расположен в 7 км к северо-востоку от села Большие Щербиничи, в 1 км к юго-западу от посёлка Софиевка. 
 Постоянное население с 2003 года отсутствует.

## История
Возник в начале XX века как хутор; до 2005 года входил в Большещербиничский сельсовет.
| Годы      | 1926 | 1979 | 1989 | 2002 | 2010 |
| --------- | ---- | ---- | ---- | ---- | ---- |
| Население | 83   | 22   | 10   | 1    | 0    |